# Cerak Vinogradi
Cerak Vinogradi (in serbo Церак Виногради?) è un quartiere urbano della capitale serba di Belgrado. Si trova nel comune di Čukarica a Belgrado.

## Posizione
Cerak Vinogradi confina a nord con i quartieri di Cerak e Filmski Grad, a est con Rakovica e Skojevsko Naselje, a sud con Vidikovac e a ovest con l'autostrada Ibar. Dall'altra parte dell'autostrada ci sono i quartieri secondari meridionali di Žarkovo, Bele Vode e Rupčine. È diviso in due sezioni, Cerak I e Cerak II. La via "Pilota Mihajla Petrovića", che divide Cerak Vinogradi e Vidikovac, è anche il confine comunale tra Čukarica e Rakovica.

## Storia
I primi lavori archeologici portarono alla luce un precedente insediamento nel sito, datato al Paleolitico inferiore e alla cultura Vinča.
L'area era precedentemente ricoperta da un bosco di cerri, che fu tagliato molto prima che iniziasse la costruzione del quartiere, da cui però prese il nome poiché cerak, in serbo, significa "bosco di cerri". L'altra parte del nome deriva dalla stretta striscia di vigneti (vinogradi in serbo) lungo la strada statale Ibar che esisteva all'epoca. Quando iniziò la costruzione, l'area era un pascolo alla periferia di Belgrado.
La costruzione iniziò la mattina del Natale ortodosso, il 7 gennaio 1979, sotto la guida degli architetti, Milenija e Darko Marušić e Nedeljko Borovnica, che per quasi un decennio disegnarono il quartiere. Il sindaco di Belgrado Živorad Kovačević visitò inizialmente il cantiere ogni lunedì. I primi abitanti si trasferirono nel 1981. Poiché l'investitore ufficiale era il Ministero della Difesa, alla cerimonia di insediamento erano presenti il ministro, la banda militare e il presidente del comune. Il quartiere fu completato nel 1988, e alla cerimonia di conclusione dei lavori presenziò l'allora first lady sovietica Raisa Gorbačëva.
Fino alla fine degli anni '80, le autorità si attengono ai piani originali, demolendo nel quartiere ogni tentativo di costruzione che non fosse prevista dal piano generale. Negli anni '90 era considerato uno dei quartieri più moderni e belli di tutta la capitale, ma insieme al deterioramento delle condizioni socioeconomiche del paese, Cerak Vinogradi vide gli effetti della scarsa manutenzione, del degrado ambientale, ecc. Il quartiere è rimasto uno dei pochi che durante gli anni '90 ha evitato di intasare di chioschi e bancarelle le proprie vie, come stava accadendo negli altri quartieri della città affibbiando così a Belgrado il soprannome di "Kiosk City". Nel 2021 gli edifici si sono ulteriormente deteriorati, ma le aree aperte e verdi sono rimaste ragionevolmente ben conservate.
Nel gennaio 2019 è diventato il primo quartiere moderno di Belgrado a essere dichiarato monumento culturale. È registrato presso Docomomo International ed è rappresentato nella mostra permanente al Museum of Modern Art di New York.
Nel maggio 2021, la città annunciò piani per il quartiere, che includono un centro culturale, un complesso sportivo con piscine, un parco e quattro nuovi edifici. Alcuni di questi impianti erano già previsti almeno dal 1981, secondo il progetto originario, ma non furono mai realizzati. Tuttavia, nel gennaio 2022, divenne evidente che la città intende modificare completamente i piani originali, il che avrebbe aperto le porte ai diversi stili di costruzione nel quartiere protetto. Dopo lo sfogo pubblico, guidato da Milenija Marušić, uno degli architetti originali, la città ha rinunciato alla stesura di un nuovo piano.

## Caratteristiche

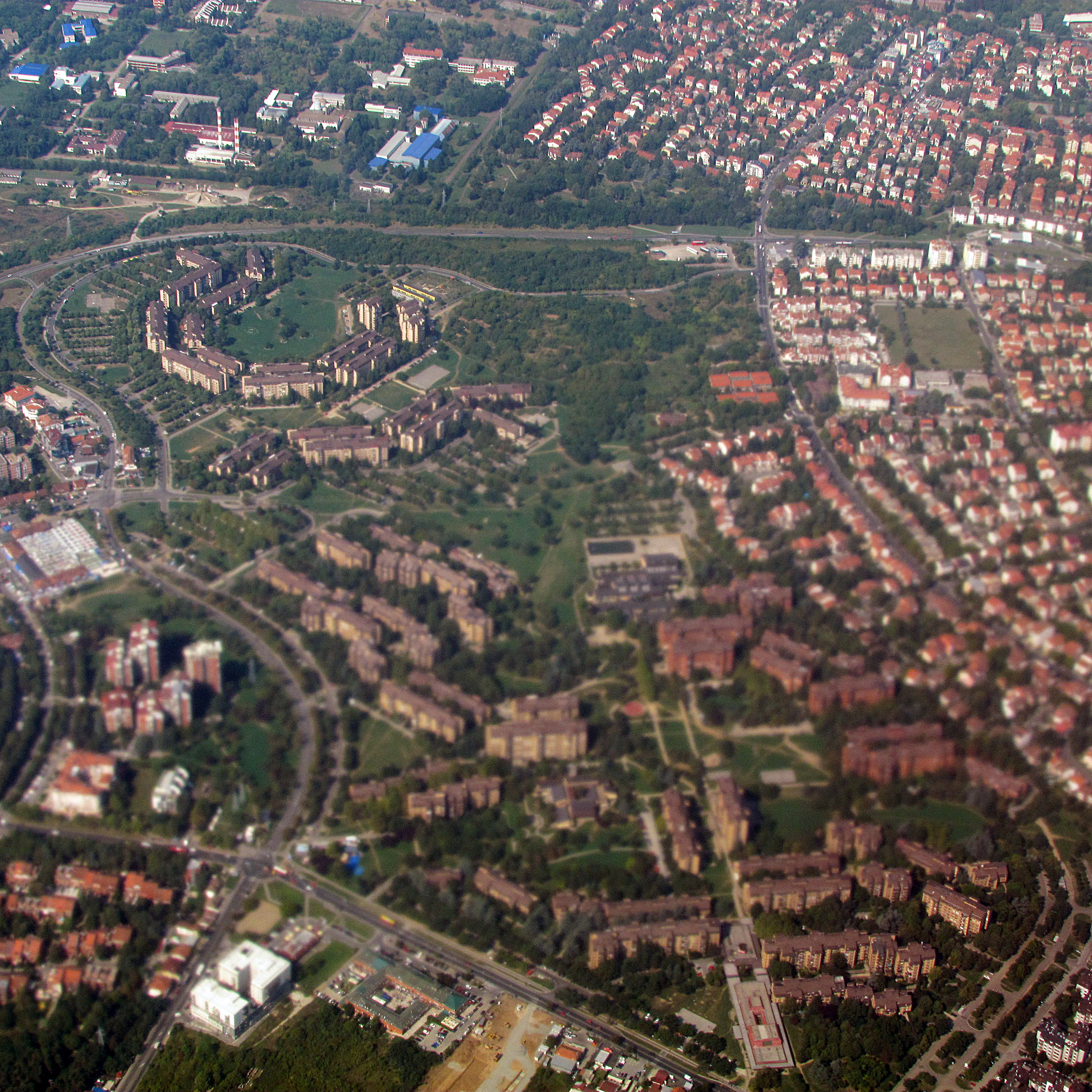
Vista aerea di Cerak Vinogradi

Il dislivello nel quartiere è di 60 m, sull'asse autostradale Kneza Višeslava Street-Ibar. Gli edifici dovevano apparire come se si piegassero lungo i pendii precedenti. Gli edifici sono alti tre o sei piani. Sono stati costruiti con il "metodo Žeželj" - utilizzo di elementi modulari prefabbricati in cemento armato. Le facciate sono fatte di mattoni rossi o gialli e i tetti sono inclinati, un'altra deviazione dal solito design dell'epoca che prevedeva tetti piani.
Un edificio è stato selezionato per ulteriori sperimentazioni. È stato il primo edificio a Belgrado con un collettore solare termico sul tetto. È stato utilizzato per il riscaldamento solare dell'acqua, mentre le pareti sono state progettate anche per il riscaldamento interno. Lo stesso edificio fu utilizzato anche come centro di trasmissione di una delle prime reti via cavo a Belgrado.
L'insediamento era previsto per 15.000 abitanti. Ci sono delle strutture che facevano parte del progetto, ma che non vennero mai costruiti: la piscina pubblica, il palazzetto dello sport, il centro multifunzionale all'angolo tra via Jablanička e l'autostrada Ibar, ecc. Ha dichiarato Milenija Marušić, uno degli architetti del quartiere, che nel 2019 continuerà a insistere affinché tutto sia costruito, come da progetto. Col tempo gli architetti suggerirono altri miglioramenti nel quartiere, ma non furono applicati, come le vetrate delle logge o i 1.000 orti intorno agli edifici. Marušić scrisse uno studio nel luglio 2019 in cui consiglia come preservare il quartiere in futuro.
Il quartiere è residenziale, con ampi parchi e spazi verdi e con una popolazione di 12.642 abitanti nel 1991 e 13.091 nel 2002. Amministrativamente si è fusa con le vicine comunità locali di Cerak e Sportski Centar prima del censimento del 2011. La comunità locale di Cerak unito aveva una popolazione di 43.993 abitanti. A giugno 2015 dispone di tre grandi supermercati, un centro medico, la scuola elementare "Ujedinjene Nacije" e tre grandi asili nido.
Tutte le strade prendono il nome da alberi. Alcune secondo le specie piantate lungo i viali, altri secondo quelle generiche: frassino, tiglio, cedro, quercia rossa, platano, betulla, abete rosso di Pančić, ecc. La tipologia edilizia è quella a condominio, solitamente abbinata su una linea di piani G+3 e G+6. All'interno del quartiere il traffico è leggero (strade di accesso). La zona circostante è residenziale con settore commerciale in sviluppo dagli anni '90. Nelle immediate vicinanze si trova un centro commerciale con un ristorante McDonald's, un mercato agricolo e numerosi altri negozi nelle vicinanze.
Il quartiere (compresi Cerak I e Cerak II) si estende su un'area di 92 ettari e dispone di 3.650 unità residenziali in 67 edifici. Cerak I copre 57,5 ettari. I progetti furono realizzati dal 1979 al 1980 e la costruzione durò dal 1979 al 1984. Comprende 42 edifici con 2.500 appartamenti. I piani per Cerak II furono redatti dal 1980 al 1983 e la costruzione durò dal 1983 al 1987. Si estende su 35 ettari e comprendono 25 edifici e 1.150 appartamenti.

## Valutazione

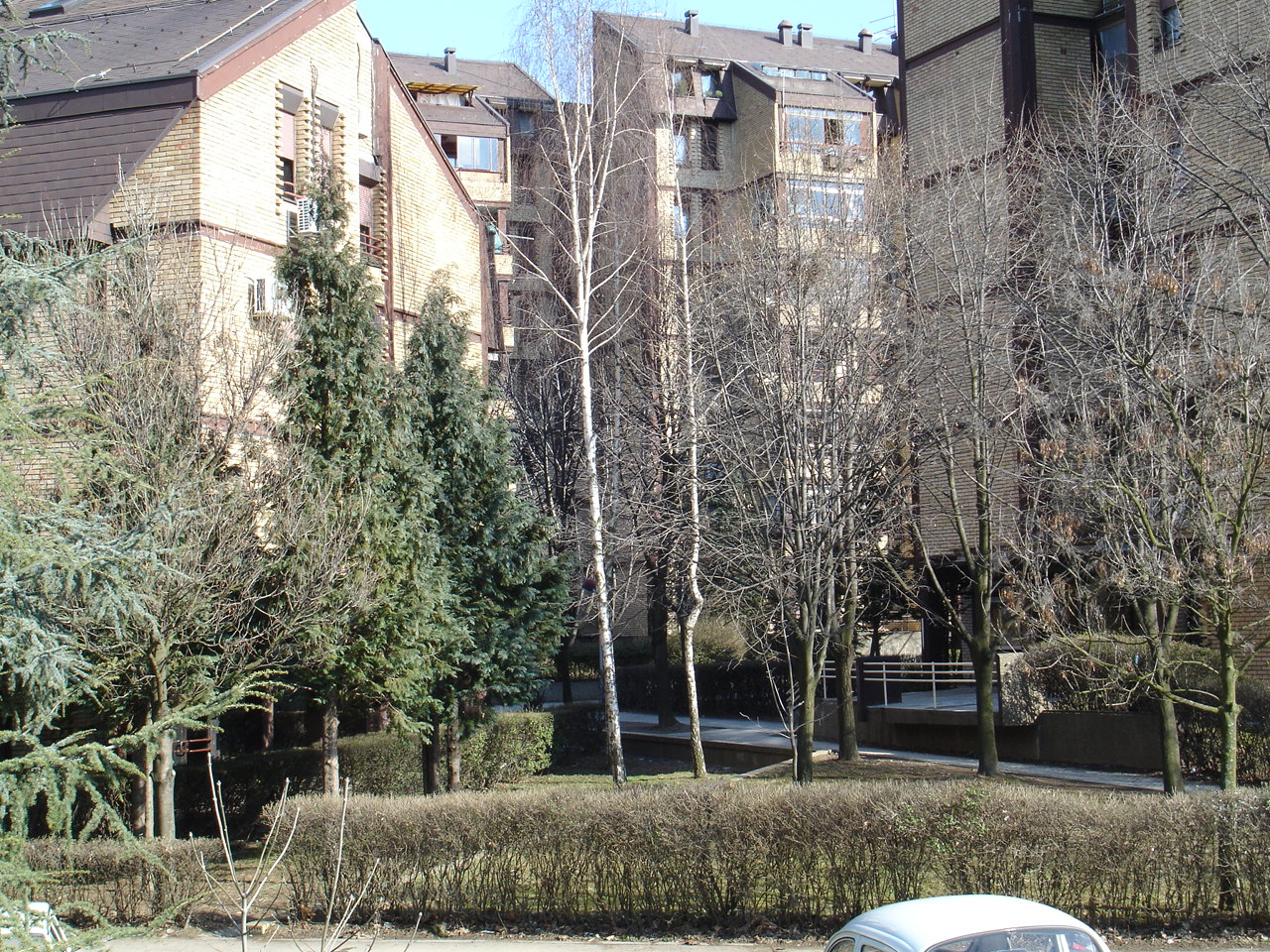
Uno degli angoli delle strade di Cerak Vinogradi

Il quartiere è presente nella mostra del Museum of Modern Art 2018 di New York che esplora l'architettura dell'ex Jugoslavia, Toward a Concrete Utopia: Architecture in Jugoslavia, 1948-1980. I ricercatori del museo che hanno preparato la mostra hanno affermato che Cerak Vinogradi è l'unico quartiere moderno nell'ex Jugoslavia che non è stato rovinato da ulteriori costruzioni sulle aree verdi e che l'unità ambientale non è stata devastata. Per la sua valenza architettonico-urbanistica, l'area era originariamente sottoposta al regime di "tutela piena", ovvero di completa preservazione dell'area, senza alterazioni (possibili cambiamenti d'uso all'interno di oggetti particolari, con preservazione dell'autenticità e dei valori architettonici dell'oggetto) - Criteri K2, K8, K6. Il 18 gennaio 2019 Cerak Vinogradi è stato posto sotto la protezione dello Stato e dichiarato monumento culturale, come il primo quartiere moderno di Belgrado ad essere protetto. Dopo la conclusione della mostra Concrete Utopia, insieme al Blocco 23 di Novi Beograd, Cerak Vinogradi è rimasto rappresentato nella collezione permanente del museo.
Dopo le precedenti esperienze negative con i blocchi 61, 62 e 63, dove hanno dovuto lavorare sotto il comando degli urbanisti, qui i Marušić lavorarono insieme al capo urbanista del progetto, Dragutin Kadović. Seguivano le regole stabilite dall'architetto romano Vitruvio nel I secolo: l'architettura dipende dall'ordine, dalla disposizione, dall'euritmia, dalla simmetria e dall'economia. L'architettura risultante di Cerak Vinogradi è "elegantemente chiara, poco appariscente, economicamente razionale e proporzionata alle persone di tutte le generazioni, offrendo il senso di armonia, semplicità e calore". È stato nominato come il primo esempio di stile architettonico tardo moderno.
Il quartiere rimane una delle ultime unità urbane integralmente pianificate a Belgrado e i risultati superiori nell'intera architettura jugoslava. Gli autori (Milenija e Darko Marušić e Nedeljko Borovnica) vinsero il premio Ottobre (Оktobarska nagrada) per il progetto Cerak Vinogradi nel 1985.

## Trasporti
Cerak Vinogradi si trova a pochi minuti dal parco-foresta di Košutnjak, a una breve corsa in autobus dal principale centro commerciale di Banovo Brdo, dal fiume Sava e dall'isola e dal lago di Ada Ciganlija. È anche ben collegato con il resto della città tramite gli autobus pubblici (GSP Beograd) linee:
- Linea 23: Vidikovac - Karaburma 2;[14]
- Linea 37: Pančevački Most - Kneževac;[15]
- Linea 50:  Banovo Brdo - Ustanička;[16]
- Linea 51: Beograd Na Vodi - Bele Vode;[17]
- Linea 52: Cerak Vinogradi - Zeleni Venac;[18]
- Linea 53: Vidikovac - Zeleni Venac;[19]
- Linea 56: Petlovo Brdo - Zeleni Venac;[20]
- Linea 59: Slavija /Birčaninova - Petlovo Brdo;[21]
- Linea 89: Novi Beograd/Blok 72 — Vidikovac;[22]
- Linea 531: Banovo Brdo — 13. Septembar;[23]
- Linea 532: Banovo Brdo — Oslobođenja 2 ;[24]
- Linea 533: Banovo Brdo — Orlovača;[25]
- Linea 534: Cerak Vinogradi — Ripanj /Groblje;[26]

## Galleria d'immagini

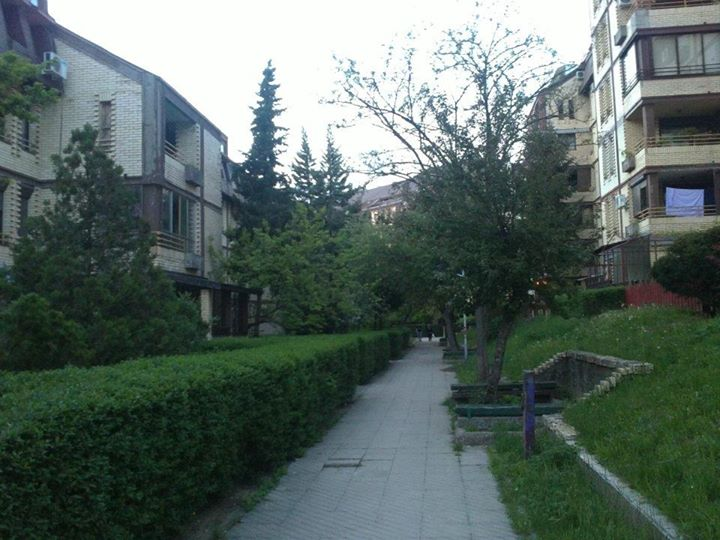
Cerak Vinogradi
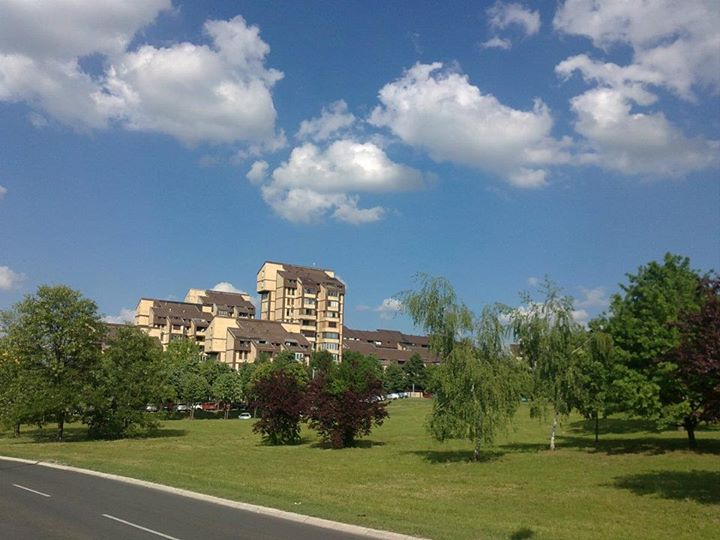
Cerak Vinogradi
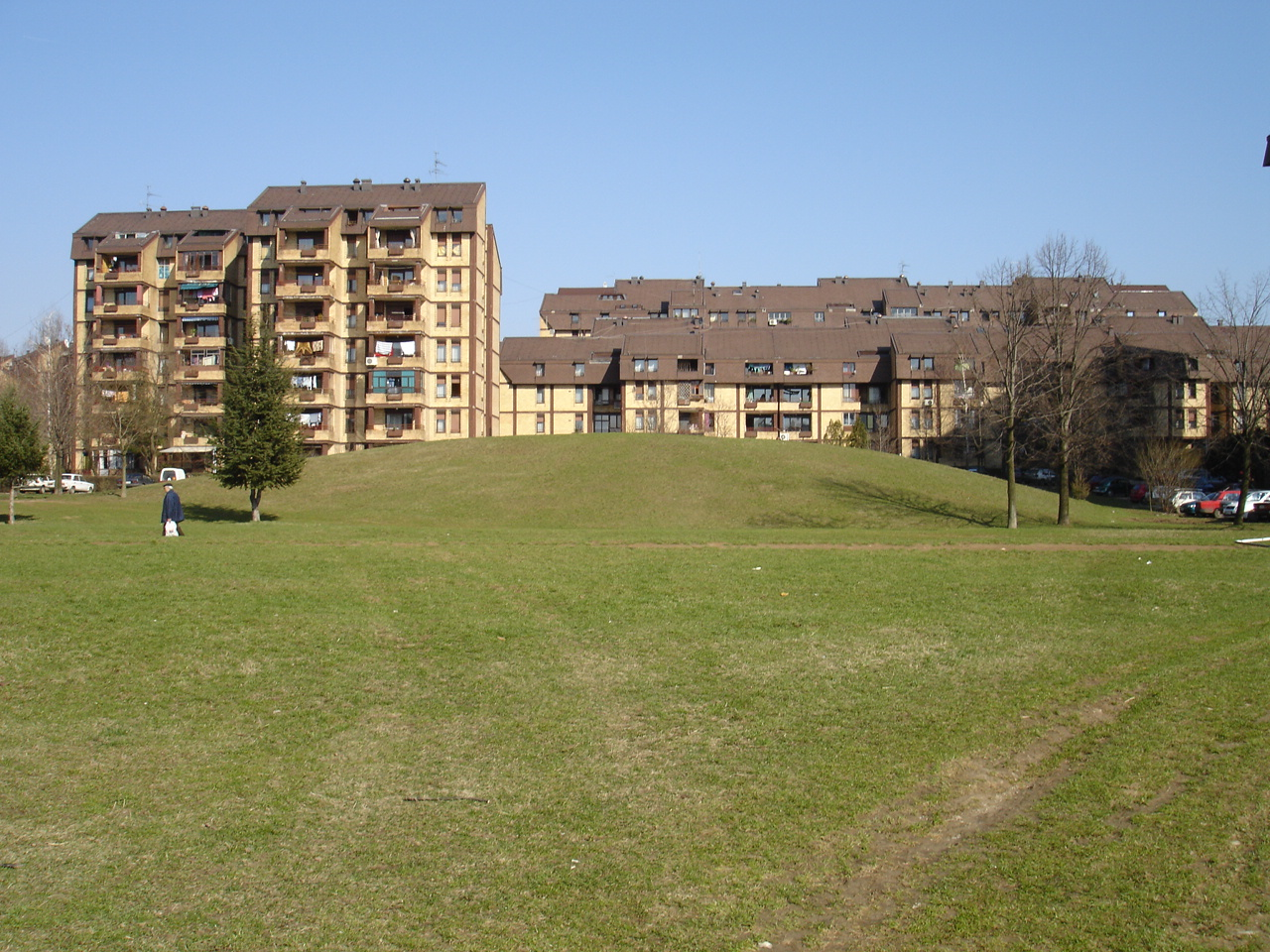
Area verde di Cerak Vinogradi